# Rzeźnia numer pięć
Rzeźnia numer pięć, czyli Krucjata dziecięca, czyli Obowiązkowy taniec ze śmiercią (tytuł oryg. Slaughterhouse-Five, or The Children’s Crusade: A Duty-Dance with Death) – powieść amerykańskiego pisarza Kurta Vonneguta, łącząca w sobie opis autentycznych wydarzeń z czasów II wojny światowej (np. bombardowanie Drezna) z elementami absurdu, satyry i science fiction. Pierwszy raz wydana w 1969 roku, Rzeźnia numer pięć jest uznawana za najbardziej znaczącą pracę Vonneguta i otrzymała 18. miejsce w rankingu najlepszych powieści anglojęzycznych XX wieku (według Modern Library).
W czasie, kiedy książka została wydana, bombardowanie Drezna było wydarzeniem nieznanym szerszej opinii publicznej. Rzeźnia numer pięć przyczyniła się do poszerzenia świadomości na temat bombardowania i sprowokowania dyskusji na temat jego słuszności.

## Kontekst historyczny
Rzeźnia numer pięć odwołuje się do bombardowania Drezna pod koniec II wojny światowej. Według szacunkowych danych w mieście w lutym 1945 roku przebywało więcej niż 650 000 mieszkańców – według niektórych źródeł liczba ta mogła sięgnąć miliona. Miasto nie posiadało żadnego znaczenia militarnego.
W nocy z 13 na 14 lutego 1945 roku nad miasto w trzech falach nadleciało ponad 527 ciężkich bombowców, zrzucając bomby zapalające na centrum miasta. Dziesiątki tysięcy ludzi spłonęło żywcem lub udusiło się z braku tlenu w trakcie wielogodzinnej burzy ogniowej wywołanej bombardowaniem.
Kurt Vonnegut, podobnie jak bohater jego książki Billy Pilgrim, przeżył masakrę ukryty w podziemnej chłodni do przechowywania mięsa i, podobnie jak on, został później zmuszony do pracy przy znajdowaniu i grzebaniu ciał zabitych. Jak wspomina w rozdziale otwierającym powieść, Vonnegut zawsze chciał opisać swoje doświadczenia z tamtego okresu, ale nie potrafił ująć ich w słowa przez ponad dwadzieścia lat. Tego co przeżył i zobaczył, nie dało się ująć w ramy fabuły – stąd zaskakująca, fragmentaryczna postać powieści, w której prawda miesza się z fantazją, a teraźniejszość z przeszłością i przyszłością.

## Fabuła
Billy Pilgrim, główny bohater powieści, jest wątłym i niezgrabnym młodzieńcem powszechnie uważanym za śmiesznego. Ukończywszy liceum rozpoczyna naukę w szkole optometrii, skąd wyrywa go po jednym zaledwie semestrze obowiązek służby wojskowej. Fizyczna słabość, fatalizm i ogólna niechęć do przemocy czyni z Billy’ego marnego żołnierza. Po krótkim szkoleniu w Karolinie Południowej dołącza on do pułku piechoty w Luksemburgu jako pomocnik kapelana i zostaje wzięty do niewoli przez Niemców podczas ofensywy w Ardenach.
Na krótko przed tym wydarzeniem odbywa też swoją pierwszą podróż w czasie.
Billy Pilgrim jest, jak twierdzi, człowiekiem „wypadającym z czasu”, przez co znajduje się jednocześnie we wszystkich momentach swojego życia. Nie ma on żadnego wpływu na to, który z tych momentów akurat ogląda. Spontaniczne skoki w czasie zdarzają mu się stosunkowo często, zmieniając strukturę powieści w istną mozaikę pozornie niezwiązanych ze sobą wydarzeń. Ułożone chronologicznie te krótkie, często symboliczne sceny składają się na obraz całego jego życia.
Wzięty do niewoli Billy trafia początkowo do obozu jenieckiego, gdzie przeżywa krótkotrwałe załamanie nerwowe. Podróże w czasie pozwalają mu na krótko uciec od rzeczywistości wojny, w której nie potrafi się odnaleźć. Wkrótce wraz z innymi amerykańskimi więźniami zostaje przewieziony do Drezna, gdzie wykorzystuje się ich jako bezpłatną siłę roboczą. Ich obóz mieści się w dawnej rzeźni i jest znany jako tytułowa rzeźnia numer pięć. Podczas bombardowania Drezna, Billy i niewielka grupa towarzyszących mu więźniów i żołnierzy ukrywają się w podziemnej chłodni, dzięki czemu udaje im się (jako nielicznym) przeżyć atak. Kilka dni później miasto zostaje zdobyte przez Rosjan i Billy ostatecznie wycofuje się z działań wojennych.
Po powrocie do rodzinnego Ilium, Billy kończy przerwaną naukę i zaręcza się z córką właściciela szkoły, Walencją Merble. Po kolejnym załamaniu nerwowym zgłasza się dobrowolnie do szpitala kombatantów, gdzie jest przez jakiś czas leczony za pomocą elektrowstrząsów. Znajomy pacjent z oddziału psychiatrycznego wprowadza go w świat literatury science fiction, pożyczając mu książki mało znanego pisarza Kilgore’a Trouta. Billy jest od początku zafascynowany przedstawionymi w nich ideami.
Ukończywszy rekonwalescencję, Billy żeni się z Walencją i mają razem dwójkę dzieci. Dzięki wsparciu finansowemu teścia, Billy z łatwością rozpoczyna karierę optyka i jego mała rodzina szybko się bogaci. Nie jest to jednak koniec jego niezwykłych przeżyć – Billy wciąż odbywa spontaniczne podróże w czasie, a tuż po ślubie jego córki zostaje porwany przez kosmitów i przewieziony na tajemniczą planetę Tralfamadorię, gdzie jest prezentowany w zoo jako ciekawy okaz nieznanego zwierzęcia. Tralfamadorianie istnieją w czterech wymiarach, mają więc zupełnie obcą ludziom koncepcję czasu. Dla nich wszystkie chwile istnieją równocześnie i nie mogą w żaden sposób być zmienione; sami Tralfamadorianie wolą więc skupić się na pięknych, dobrych chwilach i ignorować te, które sprawiają im ból. Billy jest pod ogromnym wrażeniem ich poglądów, które do pewnego stopnia pokrywają się z jego własnymi doświadczeniami ze skokami w czasie.
Według ziemskiego czasu, Billy spędza na Tralfamadorii jedynie kilka chwil, dlatego nikt nie zauważa jego nieobecności. On sam również o niej nie wspomina. Dopiero po śmierci żony decyduje się opowiedzieć nie tylko o swoim spotkaniu z Tralfamadorianami, ale również o powtarzających się podróżach w czasie. Jego córka Barbara uznaje to jednak za objaw niezrównoważenia psychicznego.
Zagadkowa zdolność Billy’ego do „wypadania z czasu” pozwala mu obejrzeć nawet moment swojej śmierci: ma zostać zastrzelony z pistoletu laserowego przez drobnego złodziejaszka Paula Lazzaro 13 lutego 1976 roku. Jego śmierć jest spowodowana przez zadziwiający splot okoliczności: Billy dostał się do niewoli wraz z Rolandem Wearym, który zmarł na gangrenę podczas transportu do obozu. Do samej śmierci obwiniał Billy’ego o to, co go spotkało i wymógł na obecnych jeńcach przysięgę zemsty. Jednym z tych jeńców był właśnie Paul Lazzaro.

## Bohaterowie
Billy Pilgrim
Urodzony w 1922 roku, jedyny syn fryzjera z Ilium w stanie Nowy Jork, później pomocnik kapelana w pułku piechoty na froncie europejskim. Z wykształcenia optyk. Obdarzony zdolnością spontanicznego przenoszenia się w czasie. Wzięty do niewoli w czasie II wojny światowej i obecny przy bombardowaniu Drezna. Fatalistycznie nastawiony do świata: dzięki podróżom w czasie wie, że nie ma wpływu ani na swoją przeszłość, ani przyszłość.
Roland Weary
Żołnierz, którego Billy spotyka po klęsce w Ardenach. Sadysta, tchórz i głupiec, snuje niemożliwe do spełnienia marzenia o sławie bohatera wojennego. Wraz z Billym trafia do niewoli i umiera na gangrenę w jednym z wagonów transportujących więźniów.
Edgar Derby
Mężczyzna w średnim wieku, który dostał się na front dzięki znajomościom. Były nauczyciel w szkole średniej. Należy do tej samej grupy więźniów co Billy i Paul Lazzaro. Jest jednym z niewielu bohaterów książki otwarcie broniącym amerykańskich ideałów. Uszedłszy z życiem z bombardowania Drezna zostaje skazany na rozstrzelanie za kradzież czajnika.
Paul Lazzaro
Złodziej samochodów z Illinois, był obecny przy śmierci Rolanda Weary’ego i przysiągł mu zemstę na Billym Pilgrimie. Drobny, nieprzyjemny w obejściu mężczyzna, przechowujący głęboko w pamięci listę swoich wrogów.
Walencja Merble
Otyła żona Billy’ego, matka ich dzieci, Roberta i Barbary; Billy nie czuje z nią żadnej szczególnej więzi. Walencja umiera przez zatrucie tlenkiem węgla podczas wypadku samochodowego, kiedy jedzie do szpitala odwiedzić Billy’ego po tym, jak zostaje on ranny w katastrofie lotniczej.
Barbara Pilgrim
Córka Billy’ego i Walencji. Po śmierci matki uznaje ojca za niezrównoważonego psychicznie i przejmuje rolę głowy rodziny.
Robert Pilgrim
Syn Billy’ego i Walencji; szkolny chuligan i rozczarowanie dla rodziny. Trafia do zielonych beretów i bierze udział w wojnie w Wietnamie. Dyscyplina wojskowa ma pozytywny wpływ na jego charakter, jednak niechęć, jaką Billy żywi do wojen sprawia, że nie potrafi on znaleźć z synem wspólnego języka.
Kilgore Trout
Twórca powieści science fiction, którego Billy spotyka w bocznej uliczce w Ilium; niedoceniany i zgorzkniały pisarz, pojawia się w kilku książkach Vonneguta i jest interpretowany jako jego alter ego.
Howard W. Campbell
Amerykanin, który został nazistą. Przed wojną żył w Niemczech jako dobrze prosperujący dramaturg. Campbell przemawia do więźniów z rzeźni numer pięć i stara się zwerbować ich do tworzonej przez Niemców jednostki wojskowej. Postać ta pojawia się we wcześniejszej powieści Vonneguta pt. Matka Noc.
Tralfamadorianie
Kosmici z planety Tralfamadoria. Według opisu Billy’ego mają oni dwie stopy wzrostu, są zieloni i kształtem przypominają gumowe przyssawki do przetykania rur. Szerszą częścią ciała trzymają się podłoża, zaś wąskie „trzonki” wyciągają ku górze. Każdy z „trzonków” jest zakończony małą dłonią, na środku której znajduje się pojedyncze, zielone oko. Tralfamadorianie są przyjaznymi i łagodnymi istotami. Postrzegają świat w czterech wymiarach. W ich pojęciu wszystkie chwile w czasie istnieją równocześnie, a oni sami nie mają żadnego wpływu na ich przebieg; oglądają więc przyjemne i piękne chwile, nie starając się zmienić tego, co złe. Pojawiają się w kilku innych powieściach Vonneguta.
Montana Wildhack
Młoda aktorka, którą Tralfamadorianie umieszczają w swoim zoo wraz z Billym jako jego partnerkę. Billy zdobywa jej miłość i zostaje ojcem jej dziecka.
Bertram Copeland Rumfoord
Profesor historii wykładający na Harvardzie. Po katastrofie lotniczej trafia do tego samego szpitala co Billy. Rumfoord jest żywo zainteresowany opowieścią Billy’ego o bombardowaniu Drezna; reprezentuje sobą ludzi idealizujących wojnę i jej bohaterów.
Eliot Rosewater
Billy spotyka go podczas pobytu w szpitalu psychiatrycznym. Rosewater jest fanem powieści Kilgore’a Trouta i to on jako pierwszy wprowadza Billy’ego w świat science fiction. Pojawia się również w innych powieściach Vonneguta.
„Dziki Bob”
Amerykański oficer, którego Billy spotyka w niewoli; umiera jeszcze przed rozpoczęciem transportu. Postać ta została stworzona w oparciu o prawdziwą historię Williama Josepha Garlowa.
Zwiadowcy
Dwóch amerykańskich żołnierzy, którzy znaleźli Billy’ego i Rolanda Weary’ego za linią frontu. Jakkolwiek Roland uważa ich za przyjaciół i towarzyszy broni, zwiadowcy porzucają ich, gdy tylko okazuje się, że mogą zdradzić ich pozycję. Niedługo później wpadają w niemiecką zasadzkę i giną.
Werner Gluck
Niemiecki strażnik pilnujący Edgara Derby i Billy’ego, gdy ci przybywają do rzeźni numer pięć w Dreźnie.
Bernard O’Hare
Przyjaciel Vonneguta z czasów wojny. Autor odwiedza go w Pensylwanii próbując zebrać informacje potrzebne do napisania książki o bombardowaniu Drezna. Postać rzeczywista.
Mary O’Hare
Żona Bernarda. Z początku jest nastawiona negatywnie do Vonneguta, myśląc, że w swojej książce zamierza on gloryfikować wojnę. Pisarz składa jej obietnicę, że tego nie zrobi; warto zauważyć, że powieść jest po części dedykowana właśnie Mary, co jest najlepszym dowodem na to, jak bardzo autor zgadzał się z jej nienawiścią do wojny.
Gerhard Müller
Kierowca taksówki, który wiezie Vonneguta i O’Harę do rzeźni numer pięć w Dreźnie. Kolejna postać rzeczywista, której Vonnegut dedykuje powieść.
Kurt Vonnegut
Pełniący rolę narratora powieści, Kurt Vonnegut w wielu scenach wskazuje na któregoś z pobocznych bohaterów mówiąc „to był autor tej książki”. W ten nieinwazyjny sposób autor wplata w fantastyczną i tragiczną równocześnie historię Billy’ego Pilgrima własne wspomnienia.

## Wykorzystane motywy i symbolika

### Czas i pamięć
Elementy science fiction w powieści obejmują podróże w czasie. Billy przeżywa niektóre doświadczenia wielokrotnie lub w odwróconej kolejności. Na Tralfamadorii uczy się, że wszystkie momenty w czasie występują jednocześnie, toteż wydarzenia jak wojna czy śmierć nie mają większego znaczenia. Niestety oznacza to również, że zła nie można cofnąć ani powstrzymać. Pamięć jest jednym z ważniejszych motywów powieści: fragmentaryczne wspomnienia Billy’ego pomagają czytelnikowi dostrzec związek między pozornie niepowiązanymi wydarzeniami a przede wszystkim zrozumieć, jak traumatyczne przeżycia z czasów wojny odbijają się na całym jego życiu.

### Niszczycielski wpływ wojny
Opierając powieść na osobistych wspomnieniach z czasów wojny, Vonnegut przedstawia ją z brutalnym realizmem. Jego bohater, Billy Pilgrim, sam został „zniszczony” przez wojnę; jako czytelnicy nie mamy żadnej gwarancji, że fantastyczne skoki w czasie czy wizyta Tralfamadorian nie jest jedynie halucynacją bohatera, sposobem, w jaki jego umysł próbuje bronić się przed rzeczywistością. Również po wyzwoleniu Drezna, kiedy Billy jest już pozornie szczęśliwym ojcem i mężem, łatwo możemy dostrzec, że wspomnienia wciąż wywierają niszczycielski wpływ na jego życie.

### Wolna wola
Tralfamadoriańska koncepcja czasu i przeznaczenia zawiera, między innymi, twierdzenie, że istota nie ma żadnego wpływu ani na przyszłość, ani na przeszłość. Tralfamadorianie mówią wprost, że gdyby nie ich wieloletnie studia nad ludźmi, w ogóle nie wiedzieliby, co to znaczy „wolna wola”. Życie Billy’ego Pilgrima zdaje się potwierdzać słuszność tej tezy: Billy ogląda wydarzenia ze swojej przyszłości tak, jakby już miały miejsce i nie robi nic, by je zmienić lub powstrzymać. Losy pozostałych bohaterów również sugerują, że nie mieli oni wpływu na to, co ich spotyka: jak choćby absurdalna egzekucja Edgara Derby’ego, skazanego za kradzież czajnika, czy choćby sam fakt, że to właśnie Billy przeżył bombardowanie Drezna, chociaż tak wielu nieporównywalnie lepiej wyszkolonych żołnierzy straciło wtedy życie.

### Nieuchronność śmierci
W „Rzeźni numer pięć” każda wzmianka o śmierci jest przez autora skwitowana słowami „zdarza się”: nie ważne, czy jest to śmierć przypadkowa, zaplanowana, absurdalna czy uzasadniona. Vonnegut podkreśla w ten sposób, że każda z tych śmierci ma dokładnie takie samo znaczenie; żadna z nich nie jest bardziej lub mniej ważna. Wyrażenie to po części odzwierciedla rodzaj komfortu Tralfamadorian – nawet jeżeli dana osoba jest martwa w tym konkretnym momencie, można ją przecież zobaczyć w każdym innym momencie jej życia. Równocześnie jest to jednak przykrym przypomnieniem, że śmierć pozostaje śmiercią bez względu na okoliczności i że spotyka każdego bez wyjątku.

### Symbolika kolorów
Pewne zestawienia kolorów powtarzają się w powieści kilkakrotnie: na przykład pomarańczowy i czarny. Pomarańczowo-czarne były chorągiewki zatknięte do pociągów, przewożących transport więźniów do obozów – miały sygnalizować pilotom bombowców, że pociągów nie należy atakować. Pomarańczowo-czarny był też namiot na przyjęciu ślubnym córki Billy’ego. Ten drobny szczegół jest czasem interpretowany jako dowód, że domniemane podróże w czasie Billy’ego Pilgrima odbywają się wyłącznie w jego umyśle, dlatego wizje są uzupełnione elementami rzeczywistości.

### Intertekstualność
Powieści Vonneguta często wiążą się ze sobą. Również w „Rzeźni numer pięć” pojawia się wielu bohaterów, których spotkać można w innych pracach tego autora. Są nimi na przykład Kilgore Trout, Eliot Rosewater (Niech pana Bóg błogosławi, panie Rosewater), Howard W. Campbell (Matka Noc), Bertram Copeland Rumfoord, krewny Winstona Nilesa Rumfoorda (Syreny z Tytana).

## Krytyka
Centralnym wydarzeniem w powieści jest bombardowanie Drezna. Według opisu Vonneguta podczas ataku zginęło 135 000 niemieckich cywilów (autor odnosi się tu do książki Davida Irvinga pt. Apokalipsa 1945: zniszczenie Drezna), jednak spekulacje co do rzeczywistej liczby ofiar wciąż trwają i wahają się raczej między 24 000 a 40 000.
Zderzenie brutalnego realizmu z absurdem i fantastyką, jakiego Kurt Vonnegut dokonał w Rzeźni numer pięć wywołało wiele kontrowersji w środowisku literackim. Według Roberta Merrilla i Petera A. Scholla powieść jest rodzajem literackiego oszustwa: autor próbuje bowiem przekonać czytelników, że tragedię Drezna można i powinno się sprowadzić do poziomu fantazji. Z kolei Charles Harris uważa, jakoby głównym przesłaniem powieści było uznanie rezygnacji i bierności Billy’ego za najodpowiedniejsze podejście do rzeczywistości.
Rzeźnia numer pięć poddawana była wielokrotnie próbom cenzury z uwagi na jej kontrowersyjną formę i atmosferę. Powieść była przez jakiś czas usunięta z programu nauczania i bibliotek w Stanach Zjednoczonych. Doczekała się też sześćdziesiątej siódmej pozycji na liście stu najczęściej kwestionowanych książek 1990–2000 (American Library Association). W 2011 roku została oficjalnie „przekreślona” przez Republic High School w Missouri – na co Biblioteka Pamięci Kurta Vonneguta odpowiedziała wysyłając 150 darmowych kopii powieści tamtejszym uczniom.

## Adaptacje filmowe i teatralne
Filmowa adaptacja książki ukazała się w 1972 roku pod tym samym tytułem w reżyserii George’a Roya Hilla i zdobyła aż trzy nagrody: na Festiwalu Filmowym w Cannes, nagrodę Hugo i nagrodę Saturn. Sam Vonnegut wyrażał się o filmie bardzo pochlebnie.
W 1989 roku powieść doczekała się adaptacji teatralnej, wystawianej po raz pierwszy w Everyman Theatre w Liverpoolu i przygotowywanej przez Vince Foxall oraz Paddy Cunneen. Kolejny raz Rzeźnia numer pięć znalazła się na deskach teatru w 1996 roku (Steppenwolf Theatre Company w Chicago), tym razem wyreżyserowana przez Erica Simonsona.
Również w 1996 roku miała swoją premierę adaptacja operowa, napisana przez Hansa-Jürgena von Bose (Bayerische Staatsoper w Monachium).
We wrześniu 2009 roku radio BBC 3 wyemitowało oparte na książce pełnometrażowe słuchowisko.